# László Hudec
László Ede Hudec o Ladislav Hudec (en húngaro: Hugyecz László Ede; en chino Wu Dake; Banská Bystrica, 8 de enero de 1893 - Berkeley, 26 de octubre de 1958) fue un arquitecto eslovaco activo en Shanghái desde 1918 hasta 1945 y responsable de algunas de las estructuras más notables de esa ciudad. Las obras principales incluyen el Park Hotel, el Gran Teatro, el edificio Conjunto de Ahorros y Préstamos, los edificios combinados de Publicaciones Bautistas y Sociedad de Literatura Cristiana, y la posmoderna "Casa Verde". El estilo de Hudec evolucionó durante su período activo, desde el neoclasicismo ecléctico popular a principios del siglo XX hasta el art decó y los edificios modernos hacia la última parte de su carrera. Aunque algunos de sus edificios se han perdido en las décadas siguientes, muchos sobreviven.

## Biografía

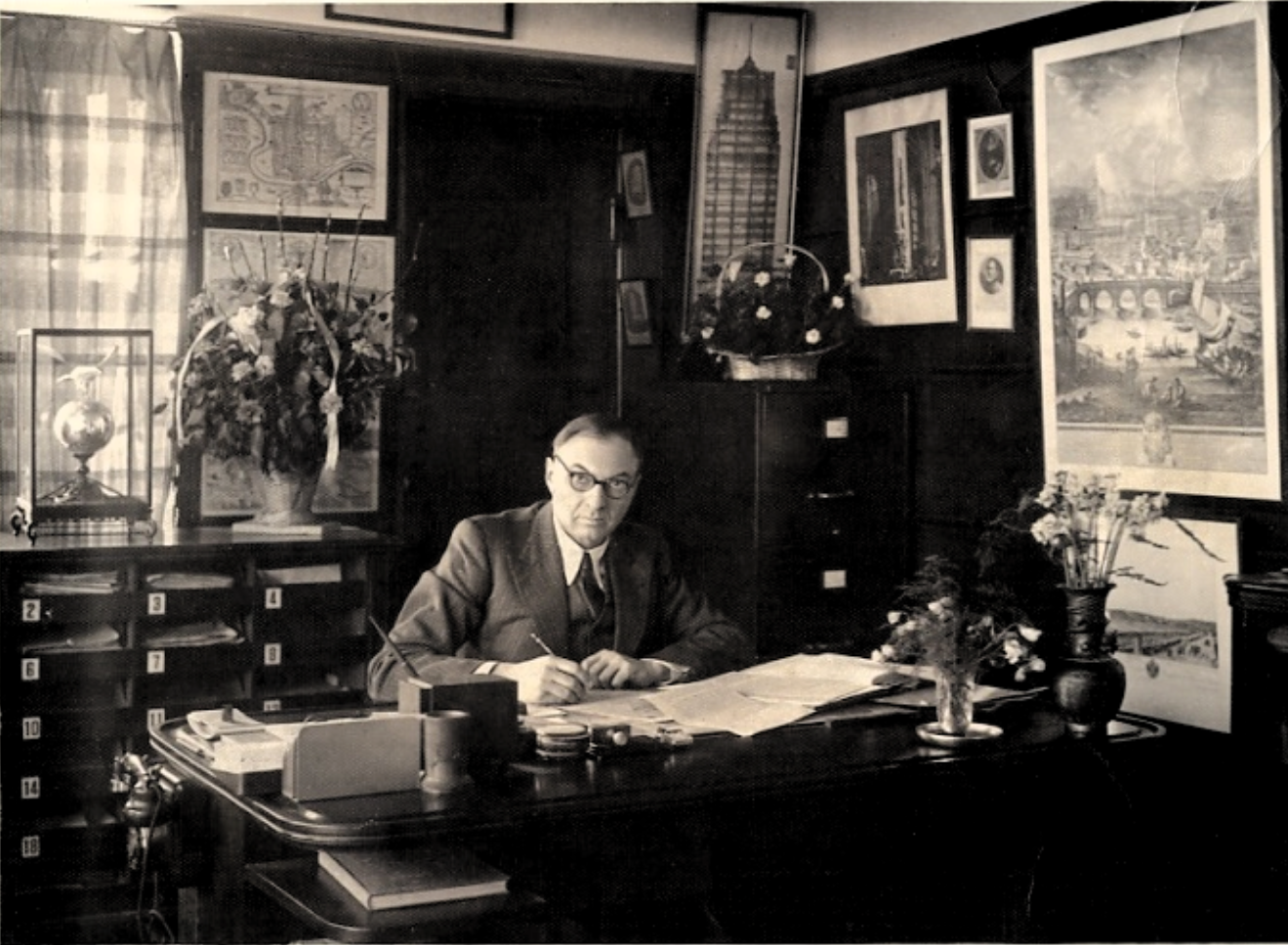
László Hudec (1934).

Hudec nació el 8 de enero de 1893 en Besztercebánya, Imperio austrohúngaro (ahora Banská Bystrica, Eslovaquia). Su padre, György Hugyecz, era un rico arquitecto magiarizado eslovaco, nacido en la cercana aldea de Felsőmicsinye (ahora Horná Mičiná), mientras que su madre, Paula Skultéty, era una húngara de Kassa (Košice). Estudió arquitectura en la Universidad de Budapest entre 1911 y 1914. Como ciudadano austrohúngaro patriota, Hudec se ofreció como voluntario para unirse al ejército austrohúngaro después del estallido de la Primera Guerra Mundial, pero fue capturado por el ejército ruso en 1916 y enviado a un campo de prisioneros en Siberia. Mientras lo trasladaban, saltó de un tren cerca de la frontera con China y se dirigió a Shanghái, donde se unió al estudio de arquitectura estadounidense RA Curry.
En 1925, abrió su propio estudio y fue responsable de al menos 37 edificios hasta 1941.
Después del Acuerdo de Munich de 1938 Hudec perdió su ciudadanía checoslovaca y solicitó convertirse en ciudadano húngaro. En 1941 obtuvo un pasaporte húngaro y fue nombrado Cónsul Honorario de Hungría en Shanghái.
La obra maestra de Hudec generalmente se considera el Park Hotel Shanghái de 22 pisos, en Nanjing Road, frente a Plaza del Pueblo. Construido en 1934, fue el edificio más alto de la ciudad hasta la década de 1980 y sigue siendo un hito local.
Después de dejar Shanghái en 1947, Hudec se trasladó a Lugano y luego a Roma. En 1950 se mudó a Berkeley donde enseñó en la Universidad de California en Berkeley. Murió de un ataque al corazón durante un terremoto en 1958. En 1970 sus restos fueron enterrados en un cementerio evangélico en Banská Bystrica.

## Edificios en Shanghái
- American Club, Shanghái.
- Hospital de campo.
- Hospital Paulun (en chino: 保龙医院).

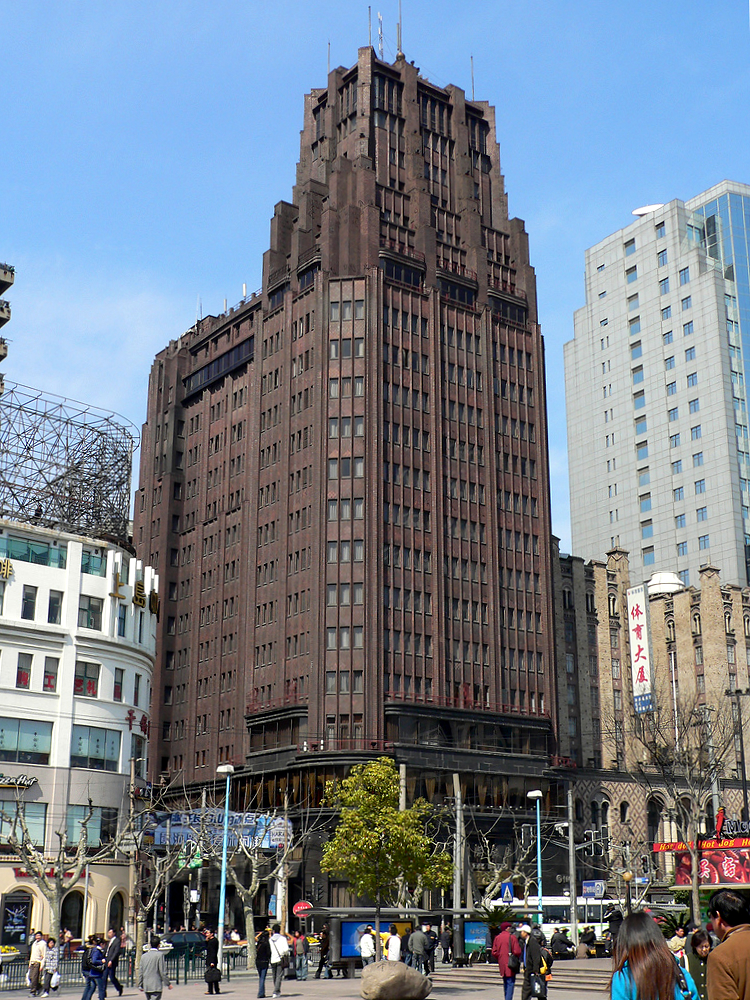
Park Hotel Shanghái, 1934

- Hospital Margaret Williamson (Hospital Casa Roja).
- Moore Memorial Church (en chino: 沐恩堂).
- Iglesia alemana (en chino: 上海德国礼拜堂).
- Central eléctrica Chapei （en chino: 闸北水电厂}).
- Edificio de la Sociedad de Publicaciones Bautistas de China y la Sociedad de Literatura Cristiana （en chino: 真光大楼).
- Cervecería Unión.
- Gran teatro.
- Park Hotel Shanghái.
- Villa del Dr. Woo (casa verde) (en chino: 吴同文住宅).
- Avenue Apartamentos.
- Mansión Wukang (Apartamentos Normandie).
- Casa Hudec (en chino: 邬达克公馆).
- Columbia Circle (en chino: 哥伦比亚住宅圈).
- Columbia Country Club (en chino: 美国乡村总会).